# Hemicordulia cupricolor
Hemicordulia cupricolor – gatunek ważki z rodziny szklarkowatych (Corduliidae).